# 地震波

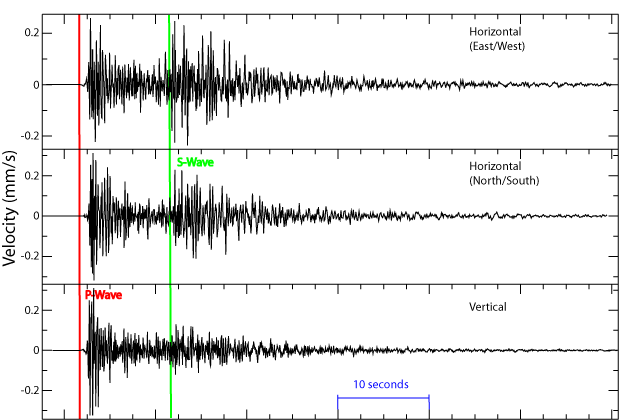
地震波在地震波圖上的樣子

地震波（英語：Seismic Wave）是指以地震為能量來源的波動。當地震發生時，人們通常會因為地震波的傳播而感覺到地面「搖晃」。地震波的產生一般肇因於岩石破裂自然造成的構造地震，少部分來自其他自然或人為現象，如風、核試驗和礦坑坍方所產生的地震；地震波也可以產生新的地震波。雖然地震在進行時大部分的能量都會在克服摩擦力中損失，只有少數以地震波的形式传播出去，但在人類經驗中，地震波卻因常與生活空間重疊及具備強大破壞力而成為多數人對地震的第一印象。
地震波的性質，來自於其母地震和傳播沿途的地質環境，因此藉由研究地震波，人類就有機會回推了解地震的起源與周遭的地質構造，推進地震预警、建筑设计乃至於矿业工程的進展。換句話說，研究地震波，除了可以了解地震本身外，還可以用來一窺地球內部堂奧。由於地球很大，研究內部構造時透過挖深井等直觀方法效果有限，因此分析地震波是目前人類最常用的勘測方式。研究地震波的科學，就可以促進人類對地震学、地球構造學、地球物理学、地球科学的了解。

## 分類
在物理學上，地震波屬於實體波、能夠對質點造成實際震動，在穿越不同介质時，有機會發生折射、反射及全反射；當許多波疊加在一起時，還有可能發生共振，並產生駐波。這些波的物理與地震本身的特性便是科學家分類地震波的依據。
總體來說，依照波的性質，地震波主要分為三種：實體波、表面波和尾波。實體波是能在物體（此处尤指地球）傳遞的波，也是最常出現在新聞媒體討論中的波；表面波由實體波產生，以在物體表面傳遞為主，甚少到達地表以下的地方；尾波則是最後由其他波與地形相互作用產生的，最後到達地震觀測者的儀器。理論上一場典型的地震發生時，以上三種波都會出現，不過實際上並不是每一場地震都能觀測到明顯的表面波和尾波。

### 實體波
實體波，又常簡稱為「體波」，是指能在地球內部傳遞的地震波。實體波是直接由地震彈性回跳產生的波動，是每場地震一定會出現的波形。依照橫波和縱波的不同，實體波又可以分成兩種。在中國大陸的人教版教材中，直接將先到測站者稱為「縱波」，後到者稱為「橫波」。在台灣教材中则通常稱呼「縱波」為「P波」，「橫波」為「S波」。有時為了稱呼的精確性，有大學教科書也將「P波」稱為「實體波中的縱波」、「S波」稱為「實體波中的橫波」，因為表面波和尾波嚴格說起來也是物理意義上的縱波和橫波。實體波根據抵達測站的時間，依序分為P波、S波、T波。

#### P波（縱波）

P波的傳遞示意圖，注意不同格線間疏密的變化。

P波是最早到達的波。地球物質在實體波經過時，可以在三個維度（上下、左右、前後）上產生震動；如果，不同質點間的震動方向屬於（相對於波速方向的）前後震動，也就是說震波以前後壓縮、縱波的方式向外傳遞，稱為「P波」。P代表“主要”或“壓縮”（Pressure）。P波被稱為主要是因為P波的傳播來自於在傳播方向上施加壓力，而地球內部幾乎不可壓縮，因此P波很容易透過介質傳遞能量，故其震動最快、地震學應用相當高。事實上，P波是所有地震波裡最快的波，因此也會是地震儀第一個記錄到的波。因為壓縮力在固體、液體中都能存在，因此P波能在固體和液體中傳播(其實氣體也可以藉此傳播，例如聲波)。
物理上，在一等向性介質中，P波傳播速度的公式為：
{\displaystyle v_{p}={\sqrt {\frac {K+{\frac {4}{3}}G}{\rho }}}={\sqrt {\frac {(1-v)E}{(1+v)(1-2v)\rho }}}}
其中{\displaystyle K}是体积模量，{\displaystyle G}是剪切模量，{\displaystyle \rho }是介質密度，{\displaystyle E}是楊氏係數，{\displaystyle v}則是泊松比。實際使用上，有時會使用贝切定律對此公式進行簡化，貝切公式的內容為：
{\displaystyle v_{p}=func(M_{\mathrm {avg} })+\rho \cdot c.}
其中{\displaystyle M_{avg}}是介質的平均分子量，{\displaystyle func(x)}是由實驗獲得的經驗函數，{\displaystyle c}是常数。
P波的波速在地殼處速度約普遍在每秒6公里以下，在下地幔約每秒13.5公里，到了地球內核，約每秒11公里。在穿越水時，P波波速約每秒2公里。

#### S波（橫波）

S波的傳遞示意圖

S波到來的比P波晚，同樣是由地震的岩石錯位直接產生。S波中的S代表次要或剪力（Shear）。在S波的行進過程中，不同於P波的振動方式，S波影響的質點會在上下或左右方向震動、以橫波的方式前進。S波的波速雖然較慢，約為P波的0.58倍，但是振幅較大，約為P波的1.4倍。由於當地震波從地底來到地表時，S波的震動方向平行於地表的分量較多，較容易水平拉扯建築物，而一般建築水平耐震能力較弱（因為垂直聳立），故S波經常是造成地震破壞的主因。
物理上，在一等向性介質中，S波傳播速度的公式為：
{\displaystyle v_{s}={\sqrt {\frac {G}{\rho }}}={\sqrt {\frac {E}{2(1+v)\rho }}}}
其中{\displaystyle G}是剪切模量，{\displaystyle \rho }是介質密度，{\displaystyle E}是楊氏係數，{\displaystyle v}則是泊松比。
從上式中可以發現，S波的波速受剪切模量影響極大。事實上，在地表處，因為風化層較厚、地面較軟，剪切模數較低，S波速度常降至每秒數百公尺，這個時候波速下降的動能損失會由增加的震動幅度來彌補，造成地面搖晃增加，就容易引發場址效應。場址效應是一種影響地震震度的因素，他會造成原本應該離震央越遠震度就會越小的震度，在當地震波被傳至沖積層地表時震幅加大，地震的持續時間也會被延長，增加一場地震搖晃的影響力。場址效應會造成地震在地表較軟區（通常是人口密集區）的所造成的傷害擴大，妨礙經濟活動。2016年的美濃大地震及同年的熊本地震都曾因此效應造成非震央區的重大災情。
另外，從上式中還可以發現，因為液體無法承受剪切（剪切模量趨近於0），所以S波不能通過地球中液體的地區（例如海洋和外地核）。

#### T波 (T-wave)
T波從相對於P波（Primary）、S波（Secondary）命名為第三道波（Tertiary）。當地震能量經由適當的角度進入聲發波道低速帶時，會造成全反射，能量不易散失，可以傳播數千公里,最後被沿岸的地震測站偵測到。
T波的速度大約是每秒1.5公里。。

### 表面波

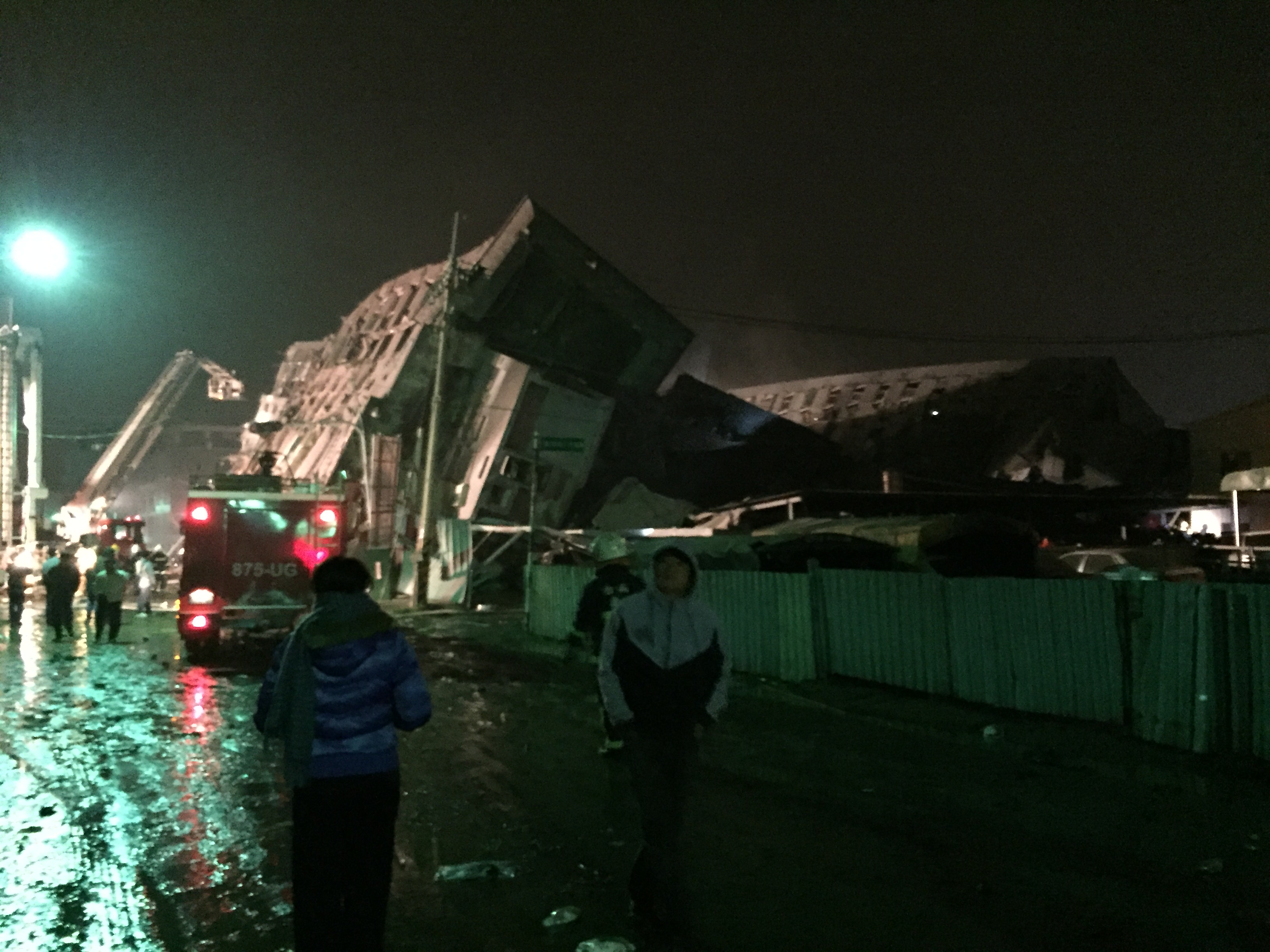
2016年表面波造成美濃大地震中的維冠金龍大樓倒塌

在P波及S波相繼到達測站後，下一種到達的波稱為「表面波」。表面波不是體波。稱為表面波是因為他只沿著地球表面傳遞，能量只分布於表層而不深入內部，所以在越深的地方表現越不明顯。表面波是一種「由地震波產生的波」，亦即，表面波的產生是由P波和S波彼此干涉疊加而來：由於深度越淺，波速一般越低，基於折射原理，在近地表處發生的地震很容易就能把能量送進地表附近的低速層內，蓄積稱為「陷波」的能量，當累積的發生建設性干涉，便有機會使地層共振，產生表面波。表面波在某些環境中會特別大，例如在具備場址效應的環境中，因為地震波在地表與地下的波速差較大，陷波容易產生，表面波明顯。然而也不是所有地震都能觀測到明顯的表面波。一般來說，如果一場地震中表面波有出現的話，他的速度會比S波更慢，但威力更大。事實上，大一點的地震中表面波的震幅甚至可達數公分。
頻散是表面波的重要特徵之一。頻散的意思是表面波的波速會根據頻率而有所不同。頻散會導致在震动图上，通常可以看到表面波由低頻至高頻依序排列的現象。這是因為越低頻的表面波波速越快，越高頻則越慢的緣故。由於表面波的共振頻率和產生他的地層深度間有關聯——地層越低，頻率越小——所以分析表面波的各頻率的到來時間，就可以逆推出地底下的構造。舉例來說，數十或數百秒震動週期的表面波可以分析上部地函構造，軟流圈的低速帶就可利用此方法進行研究。
在固態中，表面波通常分成「雷利波」及「洛夫波」兩種，「史東尼波」則較為少見。雷利波由P波及S波干涉形成，洛夫波由S波本身的干涉形成。

#### 雷利波

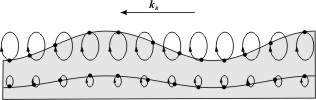
雷利波的前進方式

P波及S波干涉形成的表面波稱為「雷利波」（英語：Rayleigh Wave），又稱為「地滾波」。雷利波頻率低、震幅大，一般速度小於每秒三公里。在垂直面上，受雷利波影響的粒子呈橢圓形振動，類似長的海浪起伏。垂直向地震儀收到的都是雷利波。雷利波的振幅會隨深度增加而減少。

#### 樂甫波

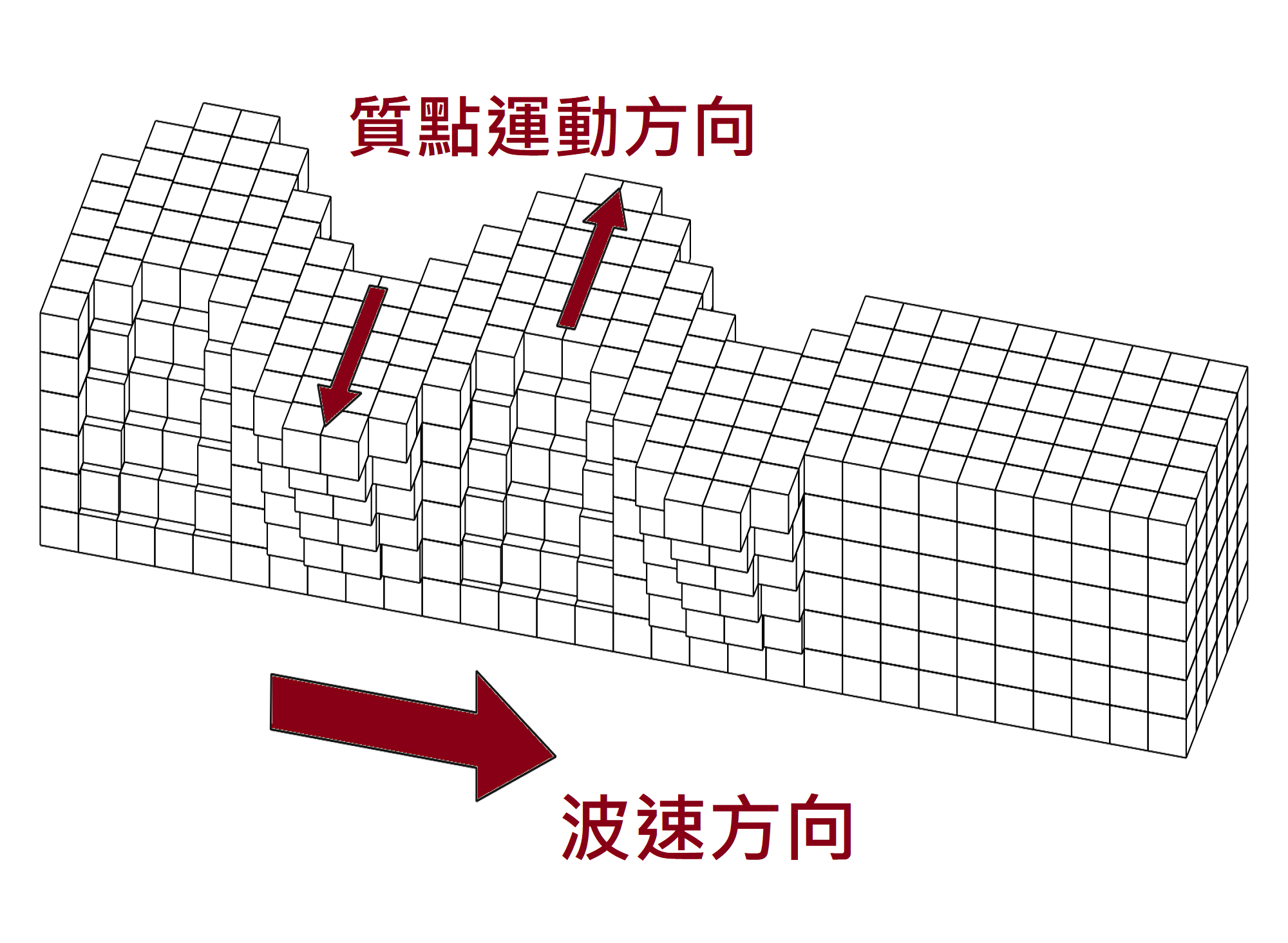
樂甫波的傳遞方式

由S波相互干涉的表面波為樂甫波（英語：Love Wave），又稱為「L波」或「Q波」（來自德語，意思是「側向的」）。樂甫波的振動只發生在水平方向上，沒有垂直分量，以「左右搖晃」的型態在地面上前進。樂甫波的特色是是側向震動振幅會隨深度增加而減少。由淺源地震所引起的樂甫波最明顯。樂甫波的波速比雷利波快，約是S波的九成。

#### 史東尼波
史東尼波是一種沿著固液界面傳播（或在特定條件下，也沿著固固邊界傳播）的波。史東尼波的特點為振幅最大值出現在兩種介質的邊界處，並且振幅隨朝兩側深度的增加而指數衰減。史東尼波只在特定地形出現。他的命名源自提出者英國劍橋大學的地震學教授羅伯特・史東尼（英語：Robert Stoneley）。

#### 自由震盪

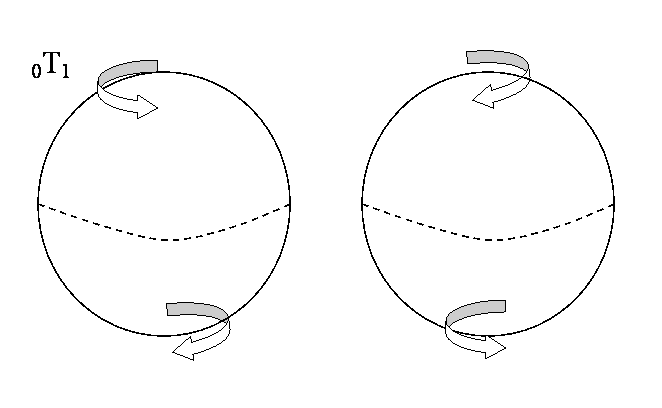
自由震盪示意圖，圖中展示的是_{0}T_{1}型自由震盪

還有一種特殊的表面波震盪型態，稱為地球自由震盪。地球自由震盪是一種由P波、S波和其他表面波彼此干涉而產生的、全地球範圍的駐波。因為自由震盪是一種駐波，也就是說，他並不和其他波一樣會向前前進，而是會「維持」在原地，讓地球整體以週期往復做相同的運動，直到波的能量耗散殆盡為止。在討論自由震盪時，一般傾向以全地球的尺度來進行討論。
自由震盪的產生，可以視為由體波和表面波疊加形成的。自由震盪依據地球的共振方式分為兩種：雷利波造成的球式（英語：Spherical Mode，代號S）和洛夫波造成的旋式（英語：Torodial Mode，代號T）。球式的振盪具有半徑方向（也就是地表居民所謂的「垂直方向」）的分量，地球的重力位能也在過程中有所變化。旋式振盪只有垂直於半徑的分量（也就是地表居民所謂的「水平方向」），對地球的體積不會造成影響，也不會引發重力位能的變化。
其實，物理上，根據球諧函數，球體中的駐波自由震盪可以有很多種，不乏涉及能撼動地球深處、改變球體半徑的種類。那些自由震盪簡正物理學上固然不能被稱為表面波，因為他們的影響力不只存在於球體表面。但是在地震學中，此種情況並不常得到討論，一般研究上還是將自由震盪分類為表面波。自由振盪能量的大小與震源的破裂方式、破裂程度密切相關，因此地震後的自由振盪信號可用於推斷地震震級和檢驗地震的震源機制解。

### 尾波

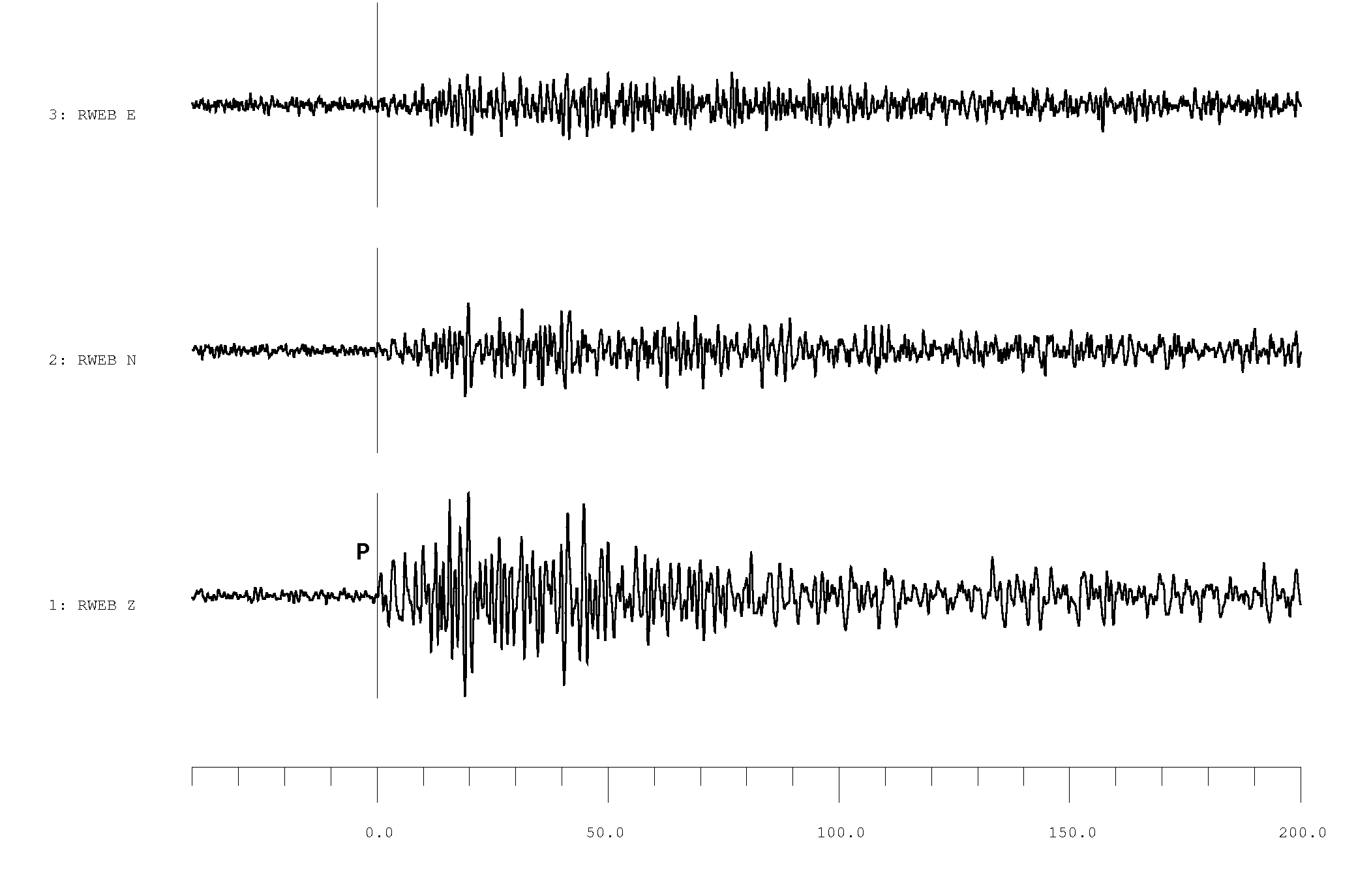
三個地震圖後方的尾波的例子（圖前段已裁切）

在近距離地震紀錄（小於200公里）中，在S波後方的波包並非表面波，而是尾波（英語：Coda Wave）。尾波是一種由地球內部小尺度不均勻性對地震波散射而產生的地震波。
雖然地球內部大致是均勻的，但局部仍可能出現密集或疏鬆的地方，且這種不完美越靠近地表越多（例如斷層或岩石裂痕的型態呈現）。而當震波向外傳播時，這些不均勻或散射質點就會與震波作用，產生散射現象。此散射波在紀錄中便是尾波。尾波的長短與震波耗散為熱能的程度有關。例如月球因為剛性較低，耗散低，故尾波時間長。
在地震学研究早期，尾波常被視為地震測量時的背景噪音。直到日本地震學家安藝敬一，才開始系統化的研究尾波及其應用。尾波如同地震圖上異質性所留下的「指紋」，研究尾波，可以促進對一地地質結構之了解。另外，針對對於震中距為200到300公里間的地震，在S波之後的尾波通常被稱為S尾波（英語：S-Coda）。在P波之後的尾波通常被稱為P尾波（英語：P-Coda）。

### 空氣中的地震波
「氣壓波」是地震的能量以波在空氣中傳遞的一種形式。在地震發生的場合，雷利波有機會將地表的波動改變為空气中的震動形式，換句話說，將地面變成一個大喇叭。這種空氣中的震動可能造成大气层中的电离层晃動，一些研究人員表示它可以應用於海嘯預警系統。

## 以波速定位

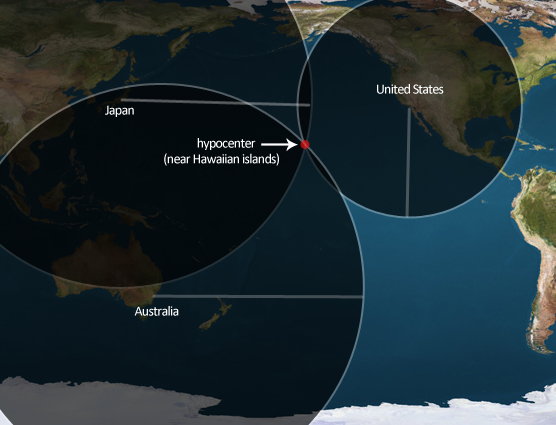
通過使用來自至少三個測站資料來計算地震的震央。

地震波最常見的應用，就是用來推算地震中震源和震央的位置，以了解地震究竟是從何方發出。基於地震波速的特性，人們得以藉分析地震波訊號的到來時間對地震的發生處做定位。對於短距離的地震，科學家可以藉由分析P波和S波的到達時間差來計算震中距；如果是全球範圍都收得到地震訊號的大規模地震，科學家只需要分析不同地點收到P波的時間差異即可計算出震央。為了計算精確的震源，地震波的抵達時間必須得到精準的測量。由於P波以每秒數公里的速度移動，因此即便是幾秒或零點幾秒的誤差在計算中就有可能意味著數公里的偏誤。 不過對於確定距離小於200公里的地震，手工計算震中距的快速方法是將P波和S波的到達時間差以秒為單位乘以每秒8公里。現代測站則使用更複雜的地震定位技術。
儘管從幾何理論上來看，只要三筆數據就可以找到震央和震源，不過實務上一般都會使用數十乃至數百個測站的紀錄來到達用於計算震源。這是為了避免計算誤差。在實踐中，使用多個測站以目前科技來說在世界範圍內可以實現的精度大約為10到50公里左右。如果設站的陣列離震源近一些或設置較密集，則可以提供大約一公里上下的精度，如果再透過地震波形分析，還可以實現更高的精度。

P波和S波的傳播

由震源計算產生的錯配被稱為「殘差」（英語：Residual）。以目前人類能達成的精度條件來說，利用地震波計算地震震央，對於有大量近距離地震測站（250公里內10測站以上）的場合，計算結果和實際位置誤差在五公里內（稱為GT5精度）的成功機率為95%，較遠測站（經緯度差10°以內）誤差25公里以內（稱為GT25精度）的機率可達90%。
對遙遠處所發出的地震，第一個到達測站的P波必然是經過地函，甚至可能也經過外核，然後向上返回到地表的，這是因為較長的路線可能需時較短。事實上，由於地球內部越深速度越快，根據惠更斯－菲涅耳原理，地震波會傾向繞走需時較短的地下路線。不過波速的增加並不是因為越深石頭密度越大——密度的增加反而會減慢波浪的速度——而是因為岩石的剪切模量／彈力係數增加了。 
以下是一些基本測算震中距的方法：

### 大森公式（P-S波走時差）
大森公式是常見的地震距離計算方式，在1899年由日本地震學者大森房吉提出，其計算原理建立於P波和S波波速的不同性。由於P波及S波波速不同，因此他們分別抵達地震測站的時間也會不同。在傳統地震圖上，具體會顯示為：
只要知道初期微動的時間，藉由已知的P波和S波波速，可以推出震央距離{\displaystyle r}為 ：
{\displaystyle {\frac {r}{v_{s}}}-{r \over v_{p}}=t}
其中，{\displaystyle v_{p}}是P波速度、{\displaystyle v_{s}}是S波速度，{\displaystyle t}則是走時差。繼續化簡可以得到：
{\displaystyle r=t\cdot {\frac {v_{s}v_{p}}{v_{p}-v_{s}}}=k\cdot t}
{\displaystyle k}稱為大森係數（日語：大森係数），通常取值6 - 8 km/秒。推出測站距離之後，可以將每個測站的結果，以離震央距離為半徑，測站為圓心畫圓。求得這些圓的交點（或兩兩交點的折衷值搭配其他條件判斷），即可得知震源。

### P波抵達時間
S-P波走時曲線的定位原理非常淺顯易懂，但是在實際狀況中，要精確的判定P波的抵達時間遠比S波容易。在一般情況下，P波信號的強度遠大於背景雜訊，能輕易的判定，而S波的波速低於P波，造成判斷S波的抵達時間會受到P波的干擾而出現誤差。另一種常見的方法則是使用P波抵達時間定位。使用P波抵達時間定位時，會採用多個測站的P波抵達時間，配合地殼的P波波速模型，利用逆推原理來判定震央。在這種情況下，地殼的速度模型就扮演重要的角色，然而地殼的組成複雜，地质构造也會影響波速，地震定位的精確性仍有很大的進步空間。
使用P波抵達時間定位的公式為：
{\displaystyle T_{i}-T_{0}={\frac {\sqrt {(\mathrm {r_{i}} -\mathrm {r_{0}} )^{2}}}{v_{p}}}}
其中，{\displaystyle \mathrm {r_{i}} }為測站座標，{\displaystyle \mathrm {r_{0}} }為震源座標。{\displaystyle T_{i}}、{\displaystyle T_{0}}分別為接收到的時間和回推的地震發生時間。{\displaystyle v_{p}}是P波速度。

## 地震波的轉性
由地球的內部並不是均質，因此當介質有所差異時，地震波的性質和行徑就有可能改變，稱為「轉性」。總體來說，由於一般震波的速度隨距地表的深度增加而增加，若是發現震波的波速突然減緩，發生偏折，就有可能代表著可能地震波在行徑中遇到了介質改變的突然區。通常可能是因物質的狀態不同（如固態、液態之差別）或者是不連續面的影響，所造成的結果；所以科學家們就利用這一組組的觀測記錄成果，一次又一次地計算出地球的分層狀態。國際地震學會自1903年起，即開始收集地震資料。

### 地震波波相的命名

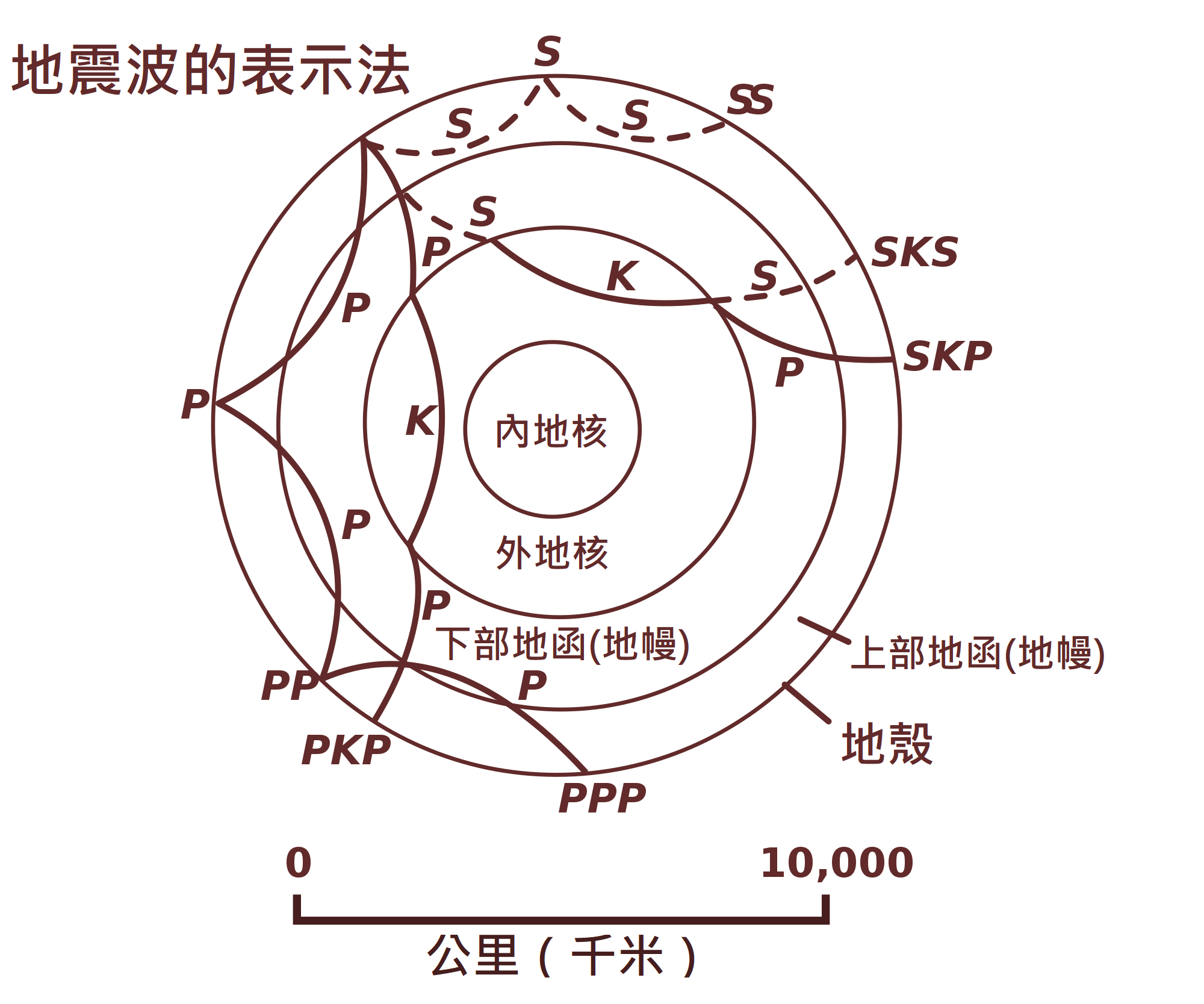
地震波波相的命名方式，代號意義見下表。

當一場地震發生時，會向四面八方散發出無限多種路徑的地震波，每一個方向的地震波都有機會因為路徑上遇到的地質條件而發生某種程度的轉性。在地球物理探勘學中，科學家們會考慮具體每一道波的折射、反射情形，但是在地球物理學這種尺度較大的學科，一般在研究地震波轉性的路徑時，最優先考慮的因素主要只有兩種：造成波反射的介面與地震波的行徑方向（尤其是相對於地心的方向）。科學家會將穿過地球的地震波加以分類，並給與每個波相（英語：Wave Phase）一串以拉丁字母組成的代碼命名。在右圖，可以看到地震波的命名方式：每一個字母代表著經過的介面，字母的大小寫則代表方向。
| 代號       | 意義                                       |
| c          | 在地函和外地核邊界發生過反射               |
| i（小寫）  | 在內地核和外地核邊界發生過反射             |
| I（大寫）  | 成為內地核中的P波（縱波）                  |
| J          | 成為內地核中的S波（橫波）                  |
| K          | 成為外地核中的P波（縱波）                  |
| n          | 沿地殼和地函邊界傳遞的過程                 |
| P（大寫）  | 成為在地函中傳遞的P波（縱波）              |
| p（小寫）  | 成為自震源往上傳遞的P波（縱波）            |
| S（大寫）  | 成為在地函中傳遞的S波（橫波）              |
| s（小寫）  | 成為自震源往上傳遞的S波（橫波）            |
| （無代號） | 當地震波抵達地表或從地表反射時，不使用字母 |

舉例來說：
- ScP 是一種一開始以S波（橫波）形式向地球中心行進並在到達外核時反射為P波（縱波）的地震波。
- sPKIKP 的行徑方式為：一開始為S波（橫波）向地表行進，在地表反射為向下P波（縱波），然後依序穿過外核、內核、外核、外核和地函，最後抵達地表。

### 地震波的相互轉換：以P波和S波為例

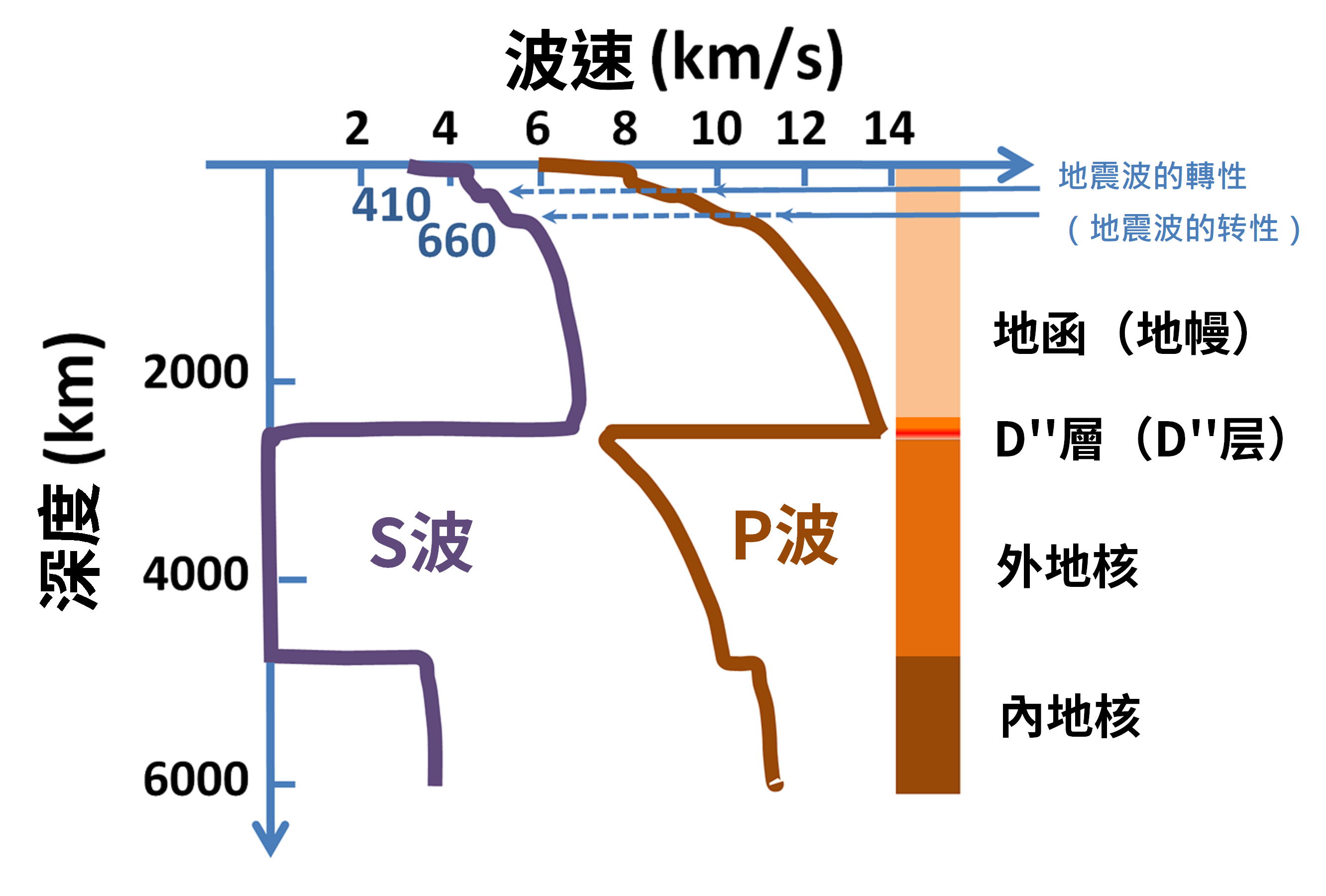
地震波波速隨著深度的變化，注意在外地核，因為幾乎沒有S波，故波速為0。

當地震發生時，地震波會被向外發射進入地球深處。當地震波的行進遇到介質不連續的地方（例如固液介面）時，震波造成的質點的振動方式就有可能發生改變。在地球中許多不連續特別明顯的地域（例如地函與外地核的邊界），振動方式的改變甚至明顯到讓一部分的縱波變成橫波、讓一部份的橫波變成縱波。轉換出來的波又稱為「C波」（英語：Converted-wave）。
地球上，地質不連續最顯著的地方就是地函（固體）—外地核（液體）及外地核（液體）—內地核（固體）的邊界。這是因為地震波中包含的S波是橫波，無法存在於液體的外地核，故地震波若欲向下傳播，在這兩種介面上，要先讓S波從有到無，再由無到有。而這之中，所有能量移轉都要以C波先將S波能量「寄放」於P波中來呈現。關於C波轉換的原因，以下是目前通行理論的解釋：
當P波行進，遇到不同介質的交介面時，如果不是以90度角直射，都會一定程度上造成介面質點垂直和平行兩種方向的運動。這種複合式的運動的震動對從正上方的觀察者來看，等價於垂直介面方向的「SV波」和平行介面方向的「SH波」兩種「S波」的疊合。SH波的質點運動在通過介面後不會有任何的變化，但倘若SV波再遇到一次介面，則其造成的質點運動會是垂直的，所以又可以等價為P波。因此，地震波在地下行進時，會出現P波變成S波、S波變成P波的現象。
地震波的這種互相轉換特性在地球物理上具有重大意義。因為地球的外地核是液態的，從地函進入的S波無法在其中活動，罔論穿越這層障礙，但是科學家卻又在地球的內地核中檢測出了S波活動的跡象。目前通行的解釋是這種S波是由P波在內外地核的交界上轉換形成的，P波得以穿過外地核。然而從P轉為SV再轉回P波的能量衰減非常大，如何去量度與證明理論的正確性，仍然是地震學家們爭論的議題。地震波變性研究的資料採集和資料分析雖然比一般的地球物理轉性方法困難，但是研究C波也能為人類的科學帶來許多貢獻。舉例來說，科學家可以藉由分析P波波速和S波波速的改變，了解一地的地質結構、推知該地的岩石孔隙率，甚至發現地震徵兆、預測地震。

## 震波初動

### 震源機制解

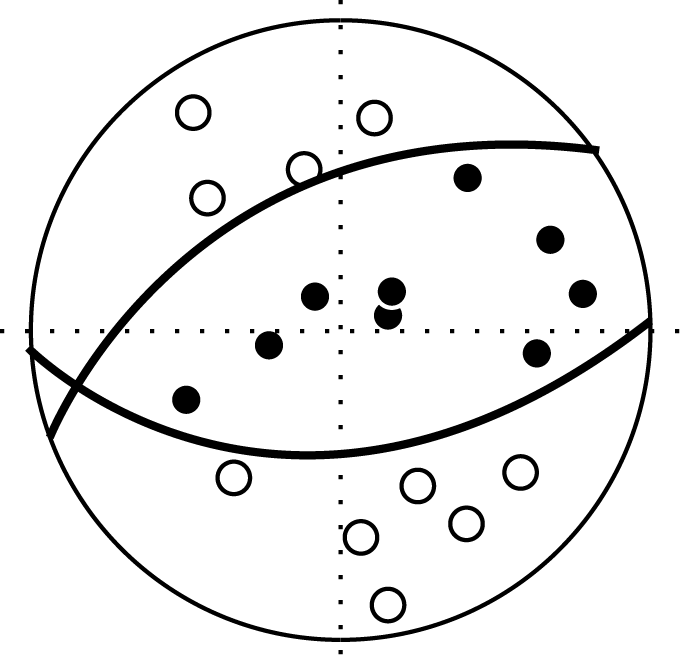
將各測站初動資料繪製在地圖上會看起來的樣子。以慣例來說， 白色通常是初動向上，黑色代表初動向下。

地震波來到一個地區時，在地震儀上記錄的第一個P波震動方向稱為「震波初動」。地震波的初動在地震學上具有重要意義──震波初動的方向代表了地殼彈性破裂時，地震儀所在破塊的破裂方向。因為地震儀的高度比震源高，因此，如果垂直方向地震波形的「初動」向下，代表破塊的破裂方向也向下（也就是震源的大概方向），相反的，如果「初動」向上，則代表破塊的破裂方向也向上。
在斷層產生、地殼破裂時，基於動量守恆，一塊如果向下，另一塊一定向上。因此，只要蒐集多個地震站的資料，藉由數學分析，就應該可以發現同一個地區的地震站因為位屬同一破塊，所記錄到的初動也會相同；不同地區則會有所不同。此時，只要交互比對紀錄資料的地理分布及初動方向，就有機會可以找出震源斷層的位置走向、傾角和類型，並推知地震發生的原因。
以上利用地震初動了解震源斷層性質的分析方法，稱為「震源机制解」。震源機制解在仍仰賴手工計算的時代就已經出現，並在目前仍然是常見的科學研究手段。以現代電腦計算的要求來說，要求出震源机制解，只要知道到地震波的方位角、入射角和初動方向就可以完成。了解震源机制解，不仅可以增加人們對斷層、地震的了解，他還因為可以揭示地震發生的具體情况，在偵測各國原子彈試爆及探勘工安事故上也有所應用。

### 利用初動判別地震方位
除此之外，科學家也可以利用單一測站所量到的震波初動推知地震震央的位置。公式為：
{\displaystyle \theta =\tan ^{-1}{A_{EW} \over A_{NS}}}
- {\displaystyle \theta =}震央與觀測站之方位角。
- {\displaystyle A_{EW}=}P波初動東西方向之振幅，東為正、西為負。
- {\displaystyle A_{NS}=}P波初動南北方向之振幅，北為正、南為負。

不過，因地震發生時其初動往往不明顯，故僅以單站決定震央法甚少使用。

## 地震波的其他應用

### 預測地震

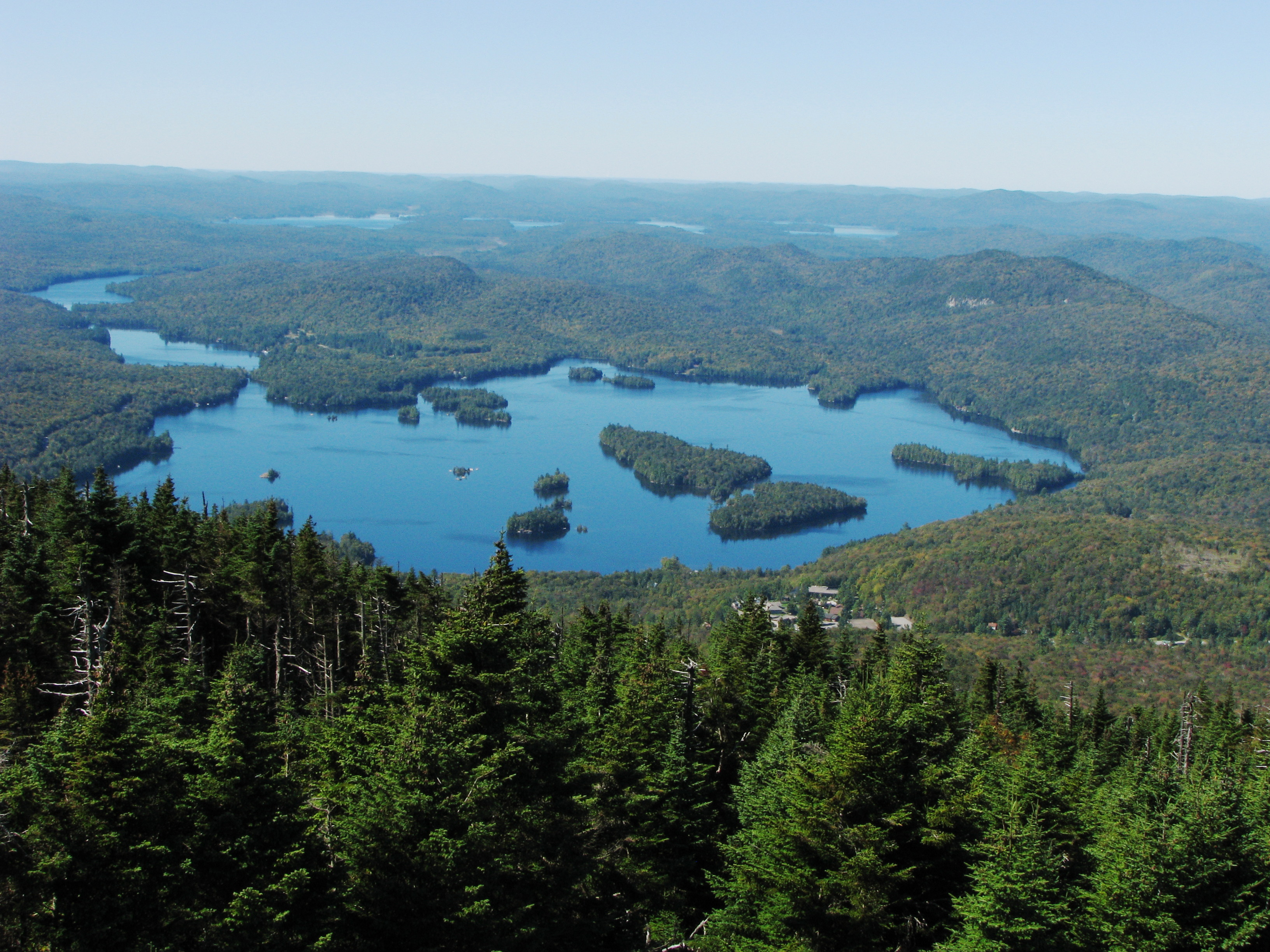
學者曾在圖中的紐約州藍山湖利用地震波成果預測過地震

1960年代初期，蘇聯的地震學者注意到P波和S波比例隨時間而降低，唯有在地震之前會回到正常值，他們認為這可能是預測地震的有效方法。大體而言，P波的行進速度比S波快1.75倍，在地震前有一段時間，P波會減慢10%到15%的速度，可能是因為石塊在破裂之前隆起之故。科學家分析以往地震的資料，發現P波和S波行進時間比率異常的時間長短，也和大地震的規模成比例。1973年，美國學者曾經分析新英格蘭地區的阿第倫達克山脈、藍山湖和纽约三地，測量兩波行進時間的資料，首次預測了地震的位置、規模以及時間——在預測後一天之內，藍山湖真的發生了規模2.6级的地震。儘管這次的成功，然而，直至目前人類尚未建立普通化、放諸四海皆準的預測方式。

### 核試爆監測

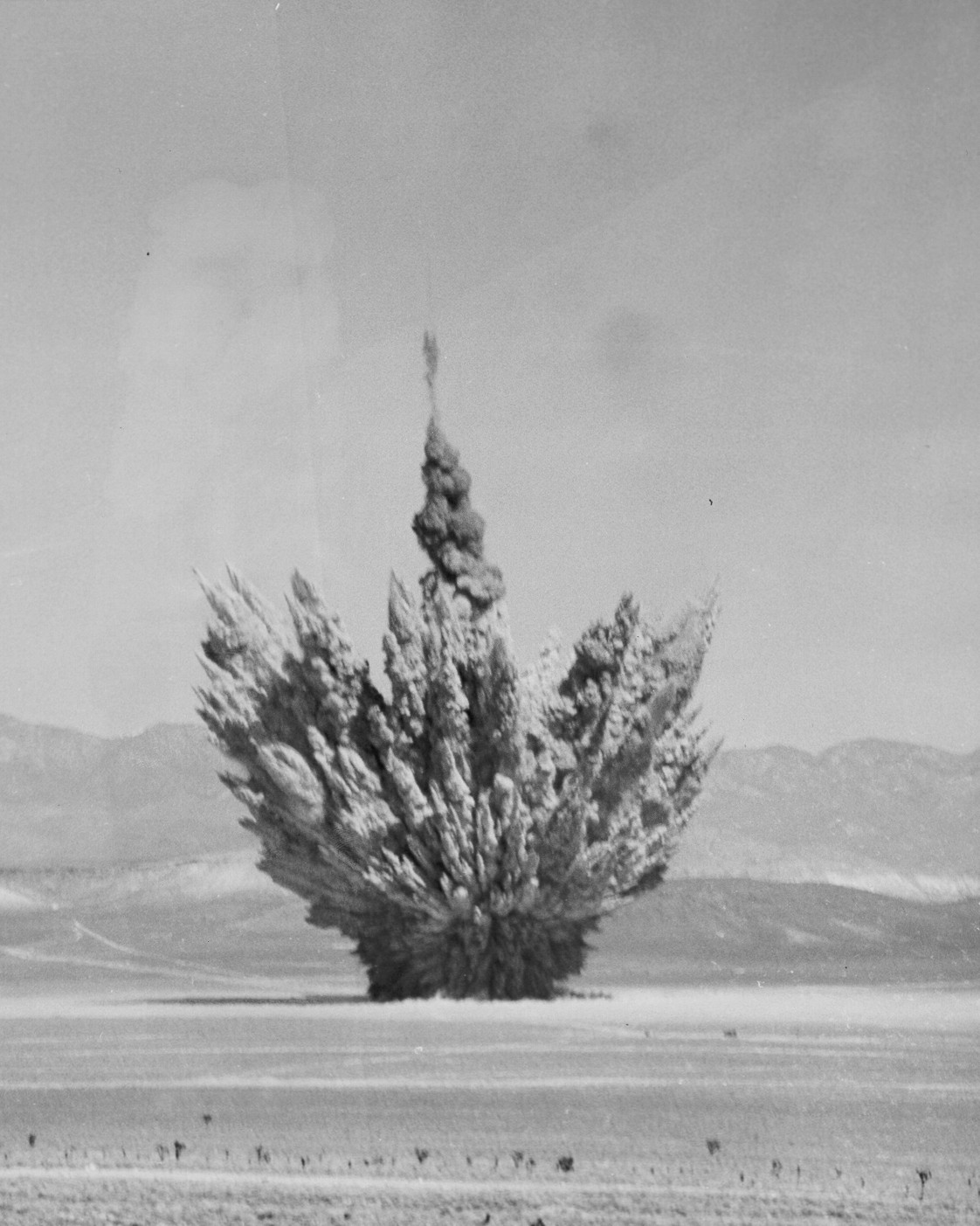
1955年美国軍方在内华达州沙漠進行的地下核試驗

核試爆是指原子彈或氢弹進行實驗性引爆的過程；核試爆的方法有很多種，但進入21世紀後，因為大氣及其他試驗方法容易被收集到放射性微塵，暴露彈頭裝料和性能等數據，因此地下核試驗逐漸得到各國青睞。面對在地下引爆的核彈頭，由於無法使用例如空照等方法檢查，在無法接近核子試驗場、且試爆資訊高度保密的場合，利用地震波偵查地下核子試驗往往是有效、甚至是唯一有效的手段。利用地震波偵測核爆主要的主要目標有兩種：
1. 透過震源定位及地震波形分析，鑑別天然地震事件與地下核爆事件，確認爆炸的確發生。
2. 透過核爆激發的地震波，估計核爆炸能量。

通常地下核爆炸的方法都是在地底下人工挖掘隧道，置放原子彈後引爆，因此如果發現震源極淺，就很有可能是核試爆。相較於普通構造地震複雜的岩石錯動機制，由於地下核試爆只有一次能量脈衝發出，因此如果觀測到的短周期P波波形比較簡單，也有可能是核試爆。由於核試爆時是由內而外輻射出能量，因此初始的P波較強；但是地震是岩層突然剪切錯動引起的，所以S波較強，藉由分析直達P波最大震幅和直達S波最大震幅的強度比例，也可以區分核爆炸。
P波初動解也是鑑別地下核爆炸的重要資訊。爆炸產生的P波垂直初動都是向上的，且初動在地圖上無四象限分布特徵，海灘球全黑。不過由於地質結構的不均勻性，地震波的傳播規律其實相當複雜，在遠範圍內（大於1000公里）極難找到清晰的P波初動。由於世界上許多国家的幅員都超過1000公里，此方法所的到的結果雖然明確，卻極難獲得。
檢視地震核爆炸還有一種方法，就是分析地震波的频谱。一般認為爆炸所激發的地震波較同樣規模的天然地震所激發的地震波包含更大比例的高頻成分，基於這一假定，科學家識別出了許多與頻譜特性有關的核爆炸特徵。除此之外，分析體波規模與表面波規模的比值也是一種方法，此理論概念與頻譜分析方法類似，並更進一步推斷爆炸所產生的震波在同體波規模下會有較小的地震矩規模。
利用地震波方法可以檢測核子試爆。最近的例子如2017年時各国地震台网就曾利用地震波技術监测北韓進行的第六次核試驗。

## 腳註
1. ↑  精確的來說，只有實體波是由地震直接造成的；表面波和尾波是由實體波間接產生。見下文。

## 外部連結
- 震識：那些你想知道的震事（页面存档备份，存于）：由台灣國立中央大學教授組建的線上地震科普平台（正體中文）
- 泛科學：地球脈動（页面存档备份，存于）：台灣科普知識平台中地震文章的分類索引（正體中文）
- 科學網：地球科學論文（页面存档备份，存于）：中國大陆科學网对地球科學類期刊論文的编译汇集（簡體中文）
- 新浪地震新聞中心（页面存档备份，存于）（簡體中文）